# Герцик Євгенія Казимирівна
Євге́нія Казими́рівна Ге́рцик (нар. 12 жовтня 1878 — пом. 20 січня 1944) — поетеса Срібної доби російської поезії, прозаїк, перекладачка і мемуаристка, молодша сестра письменниці Аделаїди Герцик.

## Біографія
Євгенія Казимирівна Лубни-Герцик народилася 12 жовтня 1878 року в місті Александров Владимирської губернії. Батько — Казимир Антонович Лубни-Герцик (1843—1906) — інженер-шляховик, походив зі зросійщених польських дворян. Рано втратила матір. Росла з сестрою Аделаїдою (*1874 — †1925). Мала також молодшого брата Володимира (*1885–†1976).
Батько з дітьми часто переїжджав: крім Александрова, жили у Севастополі та Юр'єві-Польському. З 1898 року — у Москві та Судаку, де купили будинок.
У гімназії не навчалася — через бронхіальну астму. Іспити складала екстерном. Потім закінчила Вищі жіночі курси в Москві, історико-філологічне відділення.
Перекладала російською твори Фрідріха Ніцше, Сельми Лагерлеф, Вільяма Джеймса, Альфреда де Мюссе та Жоржа Гюїсманса. У тому числі — разом із сестрою. Писала статті про В'ячеслава Іванова, Фрідріха Ніцше та Едгара По.

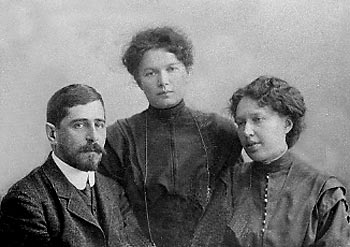
Зліва направо: чоловік сестри Аделаїди Дмитро Жуковський, Аделаїда і Євгенія
1909

Після Жовтневого перевороту постійно жила з родиною брата Володимира в Судаку й на Кавказі.
Приблизно у 1935 році почала писати мемуари, які назвала «Хронікою». Закінчила їх — у 1941-1942 році. Крім спогадів, також написала біографічну повість «Мій Рим» з вигаданими іменами (лишилася неопублікованою).
У 1938 році — Герцики переїхали в Центральночорноземний державний заповідник у Курській області. А під час війни — у сусідній хутір Зелений Степ Медвенського району, де Євгенія і померла — 20 січня 1944 року. Похована на місцевому кладовищі.

## Родина
Мала старшу сестру Аделаїду (*1874 — †1925), яка теж стала поетесою, та молодшого брата Володимира (*1885 — †1976).
По Аделаїді мала двох племінників — Данила (*1909 — †1938) та Микиту (*1913 — †1995). Данила арештували за доносом в 26-річному віці. Загинув у 1938 році у більшовицьких катівнях. Встиг написати «Думки про дитинство та немовляцтво» (рос. «Мысли о детстве и младенчестве») (опубліковані у 1997 році у шостому номері журналу «Новый мир»), у яких описав своє дитинство.
Онука по Микиті — Тетяна Микитівна Жуковська, співробітниця Дому-музею Марини Цвєтаєвої, авторка статей і укладачка книжок про своїх бабусь-письменниць — сестер Герцик (Аделаїду та Євгенію).